# نهر دايل
نهر دايل Dyle River هو نهر يقع في وسط بلجيكا وهو رافد أيسر لنهر روبل.
طوله 86 كم. ويجري عبر مقاطعات والون برابانت وفليمش برابانت وأنتفيرب.
وينبع من هوتان لو فال في والون برابانت.